# Kirchenstraße (Mannheim)

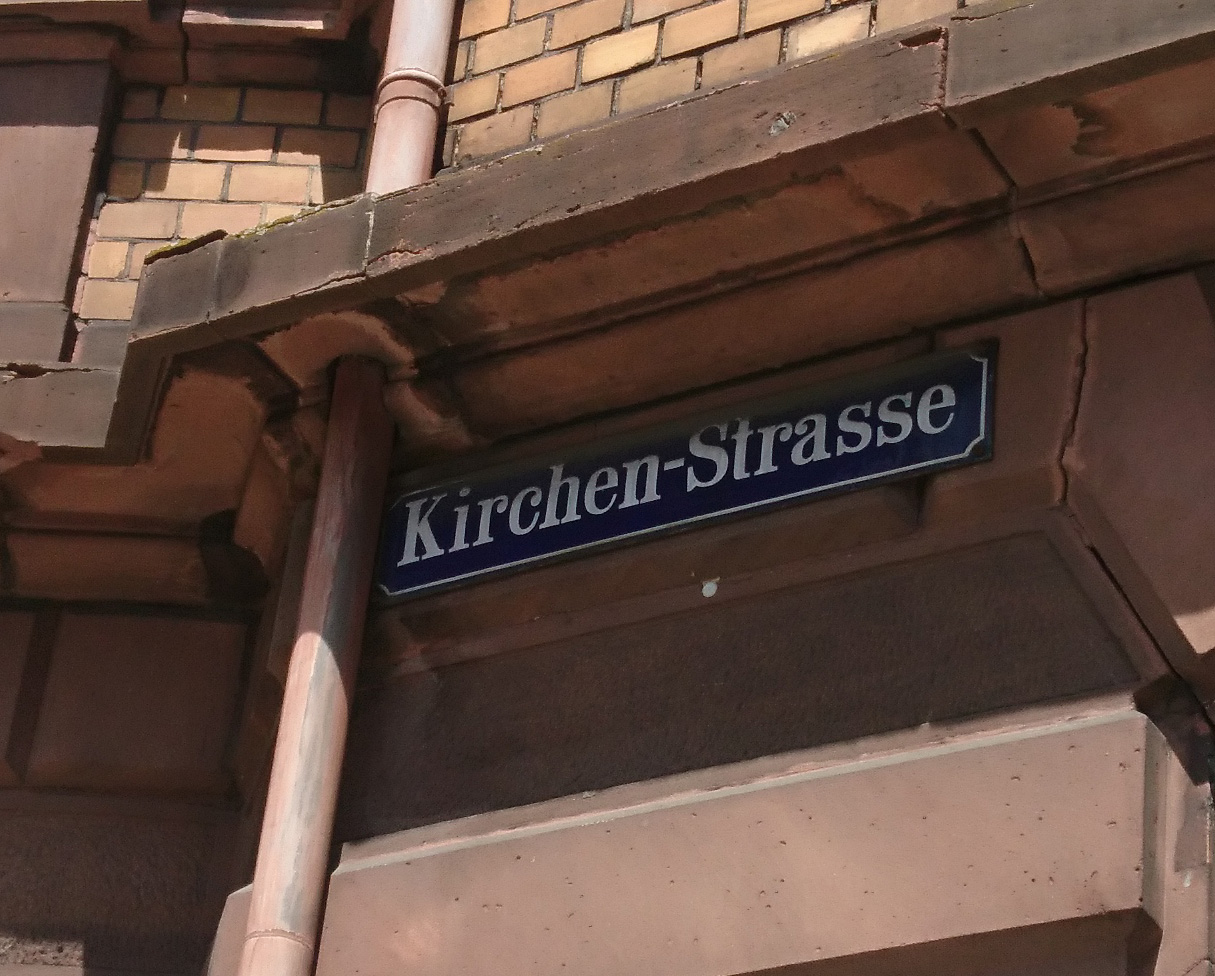
Altes Straßenschild Kirchenstraße

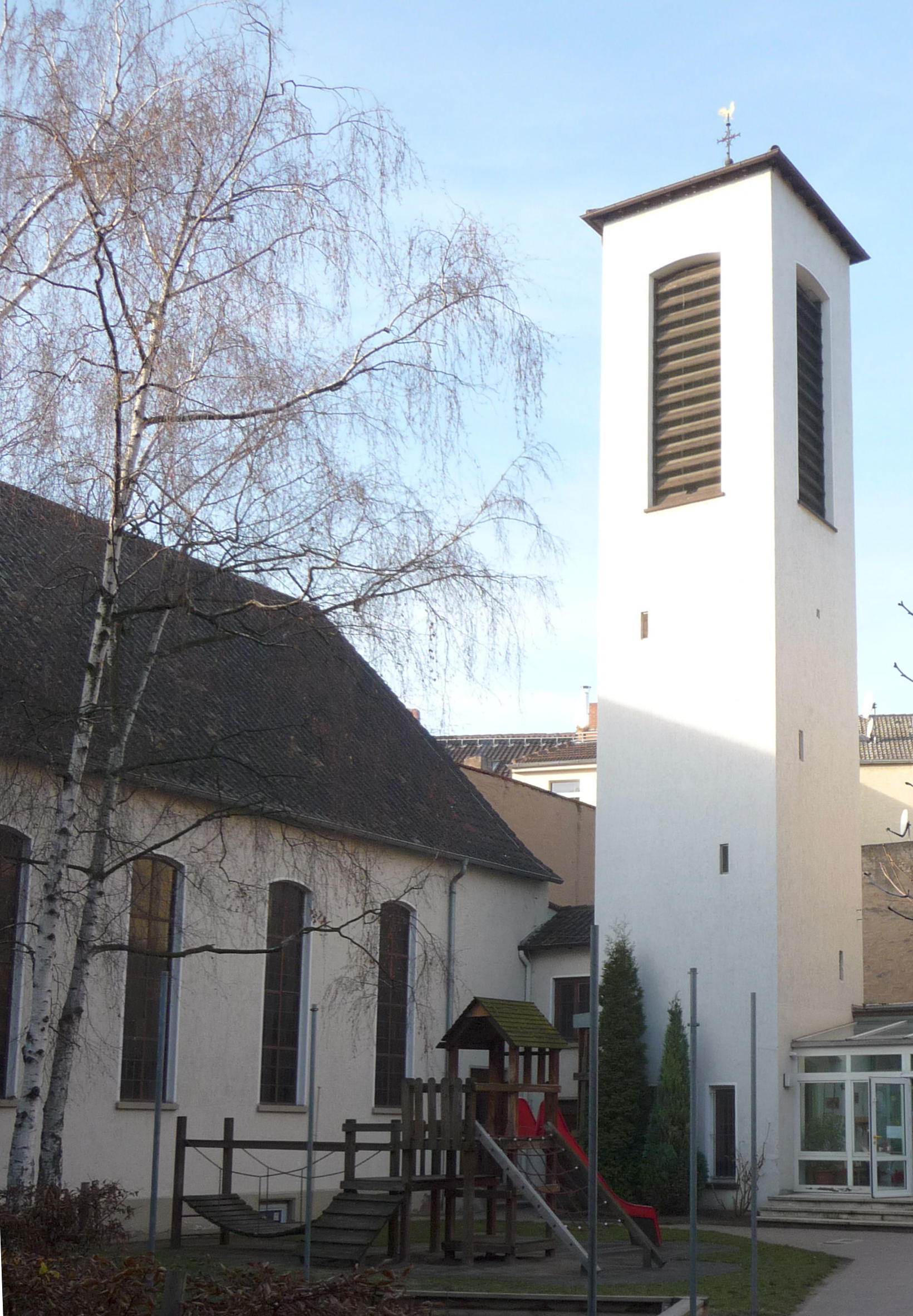
Hafenkirche

Die Kirchenstraße ist eine Straße im Mannheimer Stadtteil Jungbusch. Die Straße beginnt am Luisenring und endet an der Hafenstraße.

## Geschichte
Ursprünglich wurde der Straßenzug zwischen den Innenstadt-Quadraten F und G als Kirchenstraße bezeichnet. Er führt von der Breiten Straße am Marktplatz an St. Sebastian und in G 4 an der Trinitatiskirche vorbei zum Luisenring. Im Jungbusch erhielten die Straßen in der Verlängerung der Innenstadt-Straßenzüge deren Bezeichnungen als Namen, so auch die Kirchenstraße.  Dort befindet sich die Hafenkirche.
Die Straße ist bereits auf dem Stadtplan von 1895 nachweisbar.